# بخش مرکزی شهرستان گرگان
بخش مرکزی شهرستان گرگان یکی از بخش‌های شهرستان گرگان در استان گلستان ایران است.

## تقسیمات کشوری
- بخش مرکزی شهرستان گرگان
  - دهستان استرآباد جنوبی
  - دهستان انجیرآب
  - دهستان روشن آباد

شهرها: گرگان، جلین

## جمعیت
بنابر سرشماری مرکز آمار ایران، جمعیت بخش مرکزی شهرستان گرگان در سال ۱۳۸۵ برابر با ۳۴۵٬۸۱۳ نفر بوده‌است.